# Tafelspitz

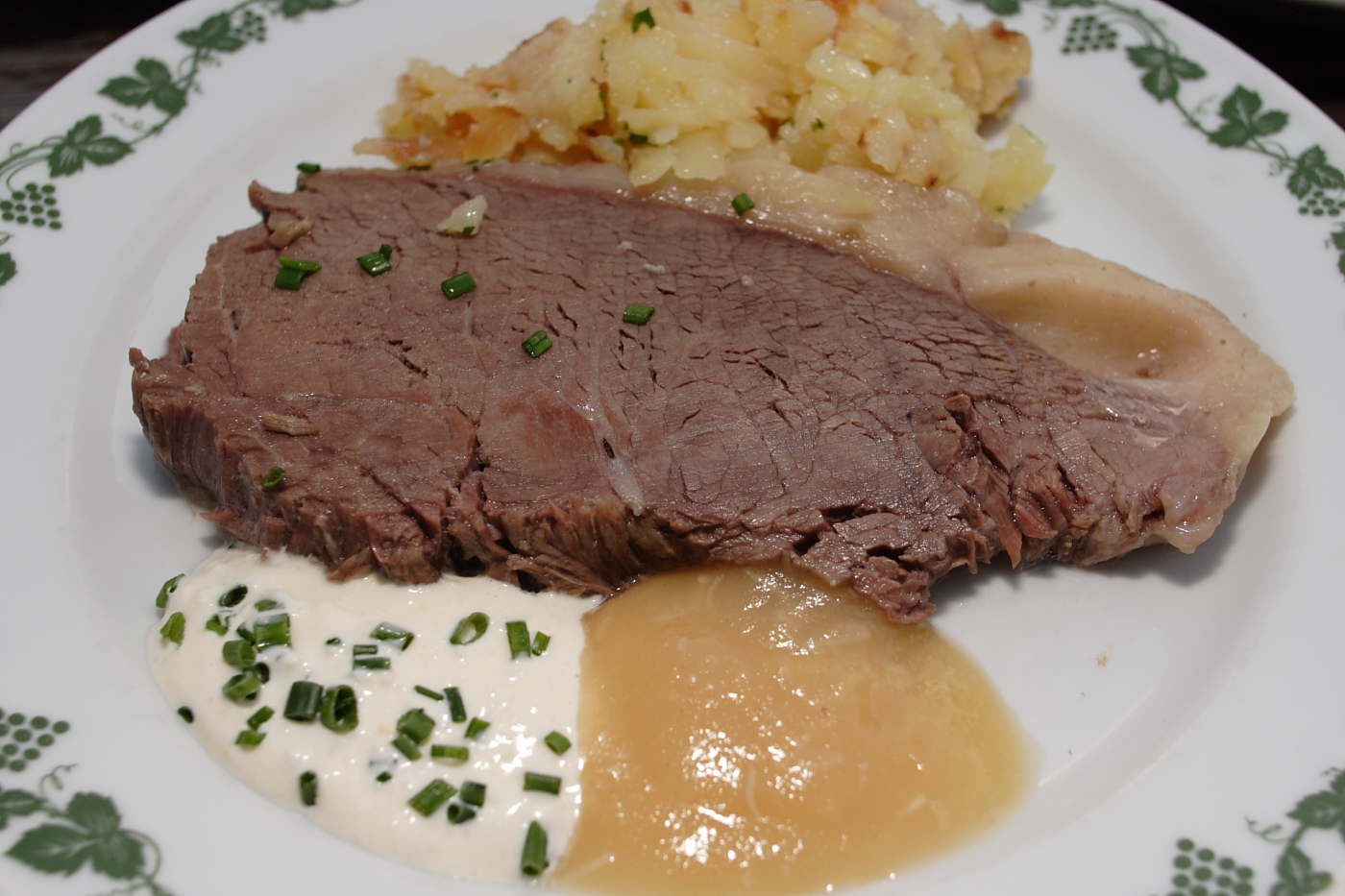
Tafelspitz

Tafelspitz is een vleesgerecht uit de Oostenrijkse keuken, bestaande uit mals rundvlees dat wordt gekookt en traditioneel geserveerd met gebakken aardappelen of G'röstel (Rösti), groente, soep, Apfelkren (vers geraspte mierikswortel met appel) en bieslooksaus.